# Miloslav Kopecký
Miloslav Kopecký (4. května 1928, Praha – 4. listopadu 2006, Ondřejov) byl český astronom a astrofyzik, zabýval se sluneční fyzikou, zejména periodicitou sluneční aktivity, a filozofií přírodních věd.

## Životopis
Dětství prožil spolu s bratrem RNDr. Vladimírem Kopeckým, DrSc., v rodině knihkupce a nakladatele Miloslava Kopeckého a jeho ženy Marie (rozené Chodorové). Od roku 1949 začal pracovat na astronomické observatoři v Ondřejově. V roce 1951 ukončil studium astronomie na Přírodovědecké fakultě Univerzity Karlovy v Praze. Téhož roku se oženil s Františkou (rozenou Matysovou, ovdověl v roce 1994), s níž měl dva syny (Miloslava a Luboše). Intenzivně se podílel na poválečné obnově astronomické observatoře v Ondřejově – v letech 1957 až 1970 jako zástupce vedoucího slunečního oddělení, 1971 až 1975 jako vedoucí slunečního oddělení Astronomického ústavu Československé akademie věd. V letech 1966 až 1967 byl na zahraničí stáži v Ústavu zemského magnetismu, ionosféry a šíření radiových vln Akademie věd Sovětského svazu v Irkutsku. Během stáže a v roce 1982 přednášel na Univerzitě v Irkutsku (SSSR). V roce 1977 byl zvolen za člena-korespondenta Československé akademie věd. V letech 1975 až 1990 ovlivňoval běh Astronomického ústavu ve funkci zástupce ředitele pro vědeckou práci. Po odchodu na odpočinek jako emeritní pracovník vybudoval a do konce svých dní spravoval Historický archiv Astronomického ústavu Akademie věd České republiky.

## Vědecké ceny
Státní cena Klementa Gottwalda (1961), Keplerova medaile (1971), Koperníkova medaile (1973), Čestná stříbrná plaketa Československé akademie věd (1978), medaile Tadeáše Hájka (1985), medaile Akademie věd Svazu sovětských socialistických republik (1985), stříbrná medaile Univerzity Jana Evangelisty Purkyně v Brně (1986), pamětní medaile Akademie věd Německé demokratické republiky (1986), Státní vyznamenání Za zásluhy o výstavbu (1988).

## Publikační činnost
Autor a spoluautor více než 200 vědeckých prací převážně z oblasti výzkumu sluneční činnosti – periodicity sluneční činnosti a její teorie, statistiky slunečních skvrn, vlivu sluneční činnosti na procesy na Zemi a sluneční magnetohydrodynamiky. Autor a spoluautor 4 monografií:

- M. Kopecký: The outline of the theory of distribution and occurence of sunspots of the solar disc. Praha 1956.
- M. Kopecký: The periodicity of the sunspot groups. New York 1967.
- M. Kopecký: Babcock’s theory of the 22-year solar cycle and the latitude drift of the sunspot zone. New York 1970.
- Ju. I. Vitinskij, M. Kopecký a G. V. Kuklin: Statistika piatnoobrazovatělnoj dějatělnosti Solnca. Nauka, Moskva 1986.

Rovněž se zabýval popularizací vědy v rozhlase, televizi a též pravidelně přispíval do populárně-naučných časopisů jako Vesmír, Říše hvězd, Astropis, Kozmos a mnohých dalších. Je spoluautorem populárně-naučné knihy:
- M. Kopecký, V. Letfus, B. Valníček: Co víme o vesmíru. Lidová demokracie, Praha 1960.

## Biografie
- Josef Říman a kol.: Malá československá encyklopedie III. Academia, Praha 1986, str. 522.
- Jozef Tremko a kol.: Encyklopédia astronómie. Obzor, Bratislava 1987, str. 291.
- Pavel Kosatík a kol., editoři: Kdo je kdo – Česká republika, federální orgány ČSFR 91/92. Kdo je kdo, Praha 1991, str. 450.
- Marek Němec a Michael Třeštík, editoři.: Kdo je kdo v České republice 94/95. Modrý jezdec, Praha 1994, str. 271.
- Július Sýkora: RNDr. Miloslav Kopecký, DrSc., astrofyzik (1928–2006). Kozmos 2/2007, str. 40.
- Vladimír Kopecký Jr.: Editorial. Astropis 4/2006, str. 7.